# Порт-Лиише

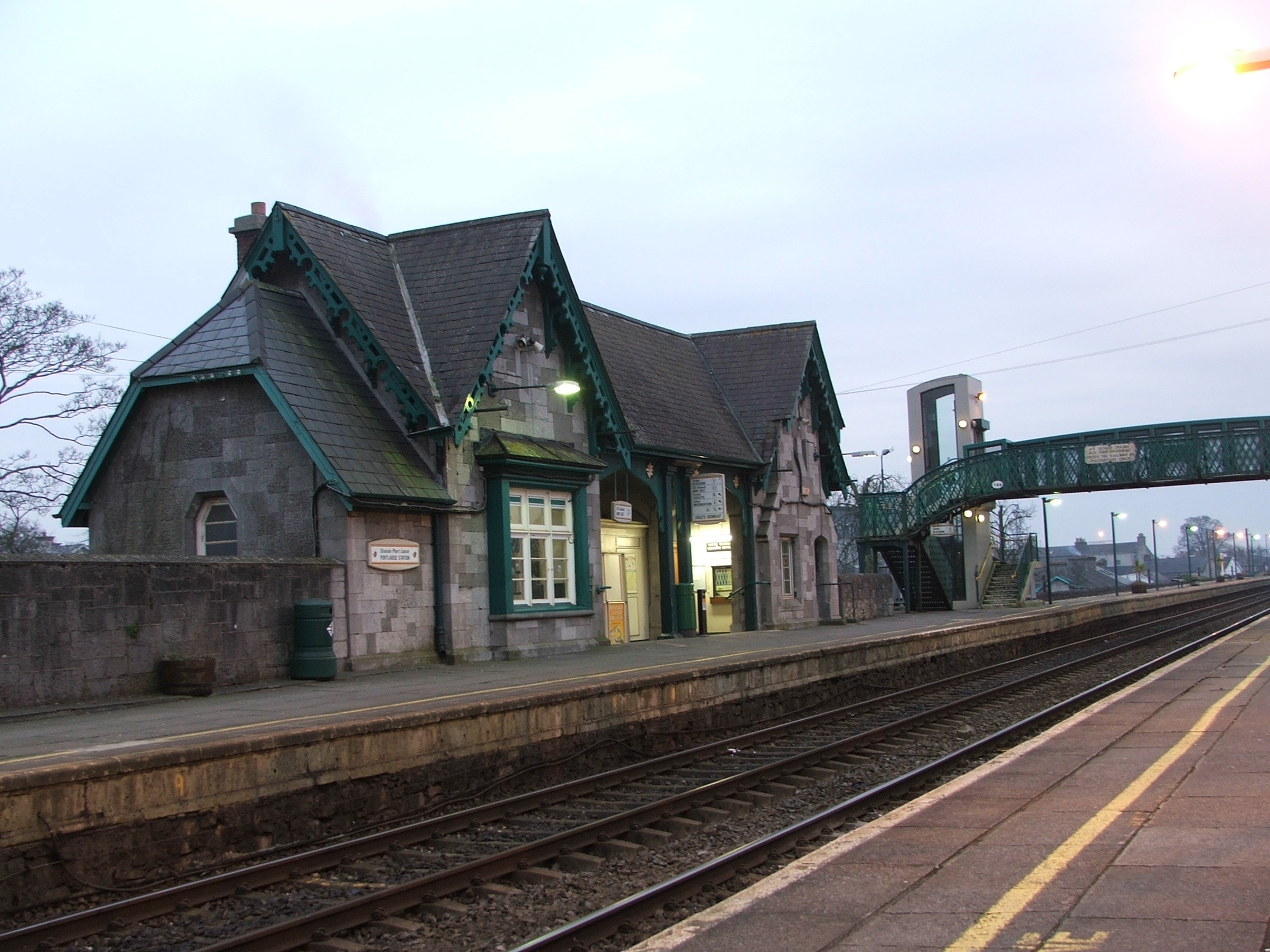
Станция

Порт-Лиише (Порт-Лише; англ. Portlaoise; ирл. Port Laoise) — (малый) город в Ирландии, административный центр графства Лиишь (провинция Ленстер), а также его крупнейший город.
Город-побратим поселения — Кулунье-Шамье.
Местная железнодорожная станция была открыта 26 июня 1847 года.

## Демография
Население — 14 613 человек (по переписи 2006 года). В 2002 году население составляло 12 127 человек. При этом, население внутри городской черты (legal area) было 3281, население пригородов (environs) — 11 332.
Данные переписи 2006 года:
| Общие демографические показатели |               |                               |                               |      |      |
| Всё население                    | Всё население | Изменения населения 2002—2006 | Изменения населения 2002—2006 | 2006 | 2006 |
| 2002                             | 2006          | чел.                          | %                             | муж. | жен. |
| 12 127                           | 14 613        | 2486                          | 20,5                          | 7645 | 6968 |

В нижеприводимых таблицах сумма всех ответов (столбец «сумма»), как правило, меньше общего населения населённого пункта (столбец «2006»).
| Религия (Тема 2 — 5 : Число людей по религиям, 2006) |             |                |             |            |        |        |
| Католики, чел.                                       | Католики, % | Другая религия | Без религии | не указано | сумма  | 2006   |
| 12 674                                               | 86,7        | 1238           | 439         | 262        | 14 613 | 14 613 |

| Этно-расовый состав (Этничность. Тема 2 — 3 : Постоянное население по этническому или культурному происхождению, 2006) |            |              |       |        |        |            |        |        |
| Белые ирландцы | Лухт-шулта | Другие белые | Негры | Азиаты | Другие | Не указано | сумма  | 2006   |
| 11 606 | 183        | 1432         | 406   | 256    | 259    | 292        | 14 434 | 14 613 |
| Доля от всех отвечавших на вопрос, %                                                                                   |            |              |       |        |        |            |        |        |
| 80,4 | 1,3        | 9,9          | 2,8   | 1,8    | 1,8    | 2,0        | 100    | 98,81  |

1 — доля отвечавших на вопрос о языке от всего населения.
| Владение ирландским языком (Тема 3 — 1 : Число людей от 3 лет и старше по способности говорить по-ирландски, 2006) |      |            |        |        |
| Владеете ли Вы ирландским языком?                                                                                  |      |            |        |        |
| Да | Нет  | Не указано | сумма  | 2006   |
| 5224 | 7676 | 913        | 13 813 | 14 613 |
| Доля от всех отвечавших на вопрос о языке, %                                                                       |      |            |        |        |
| 37,8 | 55,6 | 6,6        | 100    | 94,51  |

1 — доля отвечавших на вопрос о языке от всего населения.
| Использование ирландского языка (Тема 3 — 2 : Говорящие по-ирландски от 3 лет и старше по частоте использования ирландского языка, 2006) |                                                            |                                               |                                               |                                               |                                               |                                               |       |                                     |        |
| Как часто и где Вы говорите по-ирландски?                                                                                                |                                                            |                                               |                                               |                                               |                                               |                                               |       |                                     |        |
| ежедневно, только в образовательных учреждениях                                                                                          | ежедневно, как в образовательных учреждениях, так и вне их | в других местах (вне образовательной системы) | в других местах (вне образовательной системы) | в других местах (вне образовательной системы) | в других местах (вне образовательной системы) | в других местах (вне образовательной системы) | сумма | всего, отвечавших на вопрос о языке | 2006   |
| ежедневно, только в образовательных учреждениях                                                                                          | ежедневно, как в образовательных учреждениях, так и вне их | ежедневно                                     | каждую неделю                                 | реже                                          | никогда                                       | не указано                                    | сумма | всего, отвечавших на вопрос о языке | 2006   |
| 1395 | 106                                                        | 88                                            | 271                                           | 1822                                          | 1451                                          | 91                                            | 5224  | 13 813                              | 14 613 |
| Доля от всех отвечавших на вопрос о языке, %                                                                                             |                                                            |                                               |                                               |                                               |                                               |                                               |       |                                     |        |
| 10,1 | 0,8                                                        | 0,6                                           | 2,0                                           | 13,2                                          | 10,5                                          | 0,7                                           | 37,8  | 100                                 |        |

| Типы частных жилищ (Тема 6 — 1(a) : Число частных домовладений по типу размещения, 2006) |          |         |                 |            |       |        |
| Отдельный дом                                                                            | Квартира | Комната | Переносные дома | не указано | сумма | 2006   |
| 4475                                                                                     | 262      | 20      | 6               | 139        | 4902  | 14 613 |

## Достопримечательности
В городе находится одноимённая тюрьма, носящая название с 1929 года. В тюрьме содержатся особо опасные ирландские преступники, в том числе члены ИРА.